# پولینا جان کیمبرو
پولینا جان کیمبرو (انگلیسی: Pollyanna Johns Kimbrough؛ زادهٔ ۶ نوامبر ۱۹۷۵) بازیکن بسکتبال اهل ایالات متحده آمریکا است.